# Tapiola (Sibelius)
Tapiola är en symfonisk dikt (op. 112) av Jean Sibelius. Komponerad 1925 och framförd första gången 26 december 1926 i New York. 
Verket handlar om Tapio, en skogsande som förekommer i det finländska eposet Kalevala. Sibelius har själv skrivit in i partituret en dikt som vägledning:
| ” | "Nordens dystra skogar breder ut sig, gamla, hemlighetsfulla, i yra drömmar. Djupt i skogen bor skogsguden, och skogens andar driver sitt hemliga spel, dolda i mörkret." | „ |

Tapiola var Sibelius sista större orkesterverk.